# 후안 벨라스코 알바라도
후안 벨라스코 알바라도(스페인어: Juan Francisco Velasco Alvarado Zegarra, 1910년 6월 16일~1977년 12월 24일)는 페루의 좌파 군인 출신 정치가이다. 1910년 페루 피우라에서 출생했다. 1968년 10월 3일 페르난도 벨라운데 테리 대통령을 축출하고 대통령이 되었다. 1975년까지 대통령에 있었고 1977년 사망하였다.